# Monseigneur Sencie-Instituut
Het Monseigneur Sencie-Instituut, afgekort MSI, is een gebouw van de Katholieke Universiteit Leuven in de Belgische stad Leuven. Het gebouw ligt tussen het Erasmusplein, de Ravenstraat en de Blijde-Inkomststraat en is tussen de Universiteitsbibliotheek en het Erasmushuis gelegen. Het gebouw is onderdeel van de faculteit Letteren en is vernoemd naar Mgr. Pieter-Jozef Sencie, hoogleraar oude geschiedenis en pionier van de vernederlandsing van de universiteit. De inhuldiging van het Monseigneur Sencie-Instituut vond plaats in 1952. Het grootste auditorium in het gebouw is de Parthenonzaal.